# Attacus javanensis
Attacus javanensis är en fjärilsart som beskrevs av Eugène Louis Bouvier 1932. Attacus javanensis ingår i släktet Attacus och familjen påfågelsspinnare. Inga underarter finns listade i Catalogue of Life.